# Niebo i ziemia (poemat)
Niebo i ziemia – poemat Jana Kasprowicza, pochodzący z cyklu Z motywów biblijnych. Utwór jest napisany tercyną, czyli strofą trójwersową pochodzenia włoskiego, rymowaną aba bcb cdc.... Tercyny poematu Niebo i ziemia są nietypowe, bo składają się nie z trzech wersów jedenastozgłoskowych, ale z jednego ośmiozgłoskowego i dwóch jedenastozgłoskowych. Na ten fakt zwróciła uwagę Lucylla Pszczołowska.
A kiedy zorze zagasną,
Na krzewy mirtu, na palm smukłych skronie
Miesiąc się kładzie strugą srebrnojasną.
I ciepłe naokół wonie:
To sennym różom ciekną z warg płomiennych
Czary, co serce odurzają w łonie;
To śnieżny jaśmin w wiosennych
Dyszy uściskach wiatru, co się skrada
Od winnych wzgórzy, od łanów jęczmiennych;